# Sphingonotus orissaensis
Sphingonotus orissaensis is een rechtvleugelig insect uit de familie veldsprinkhanen (Acrididae). De wetenschappelijke naam van deze soort is voor het eerst geldig gepubliceerd in 1990 door Jago & Bhowmik.